# Ibn Na'ima al-Himsi
Ibn Na'ima al-Himsi (in arabo ابن ناعمة الحمصي‎?; fl. inizio IX secolo) è stato un traduttore siro.
Cristiano di origine siriana, era appartenente alla cerchia di traduttori del filosofo al-Kindi, che traducevano testi greci in lingua araba. In particolare, al-Himsi tradusse in arabo gli Elenchi sofistici e la Fisica di Aristotele. Non è noto se abbia tradotto direttamente dal greco ovvero da una versione intermedia in siriaco, prassi che era comune fra i traduttori dall'arabo.

## Traduzioni
Al-Himsi redasse la versione araba della Teologia di Aristotele plotiniana. La prefazione inizia con le seguenti parole:

## Ruolo dei cristiani siriaci nei testi filosofici arabi
Le notizie biografiche di al-Himsi sono scarse. Il suo ruolo di traduttore cristiano dei testi filosofi greci in lingua araba rivela che i Cristiani erano impegnati in prima linea in quest'opera di trasmissione del sapere greco attraverso la civiltà araba. Hunayn ibn Ishaq e al-Himsi erano fra i traduttori più esperti del loro tempo. La ragione di ciò risiede nel fatto che i cristiani siriaci parlavano correntemente il greco, il siriaco e l'arabo e pertanto erano più qualificati per predisporre edizioni arabe dei testi greci e siriaci. Occorre sottolineare che i cristiani siriaci preservarono questi grandi testi filosofici attraverso la civiltà araba, finché nel XII secolo essi non furono tradotti in latino per i Cristiani d'Europa.